# Alfred von Essen
Alfred Nathanael von Essen, född den 26 juni 1869 i Agnetorps församling, Skaraborgs län, död där den 13 december 1937, var en svensk friherre, kammarherre och godsägare. Han var son till Hans Henric von Essen och måg till Robert Dickson.
von Essen gick i skola i Stockholm och bedrev skogsvetenskapliga studier i Tyskland 1887–1891. Han ärvde Helliden efter sin fars död 1894. von Essen var ledamot i Skaraborgs läns hushållningssällskaps förvaltningsutskott och i Skaraborgs läns skogsvårdsstyrelse, ordförande i styrelsen för Tidaholms järnväg samt ordförande i kommunalstämma och kommunalfullmäktige i Agnetorps landskommun. Han utgav skriften Skadeinsekten nunnan (1899) samt ströskrifter och dikter. von Essen blev riddare av Vasaorden 1909 och av Nordstjärneorden 1920.